# Ion Șt. Basgan
Ion Șt. Basgan (n. 24 iunie 1902, Focșani – d. 15 decembrie 1980, București), a fost un inginer și inventator român. Este celebru pentru invenția sa, forajul cu aplicația sonicității, și pentru descoperirea efectului care-i poartă numele, „efectul Basgan”. 

## Biografia
S-a născut pe 24 iunie 1902, la Focșani. Este fiul preotului ortodox Ștefan Basgan si al Măriei, casnică care provenea dintr-o familie veche de păstori ardeleni.
A urmat Școala Primară nr.2 din Focșani și apoi „Liceul Internat” (în prezent Colegiul „Costache Negruzzi”) din Iași, pe care l-a absolvit la 5 iulie 1920, fiind bursier și premiant.
Obține o bursă de la Întreprinderea „Steaua Română” care-i oferă posibilitatea să urmeze, în perioada 1920-1925, cursurile școlii Superioare de Mine și Metalurgie (Montanistische Hochschule 5) din Austria.
În anul 1935 Academia Română îi acorda premiul dr. Cornel Nicoară, pentru lucrarea Politica petrolului în funcție de situația exploatărilor și problema combustibilului.

Ion Șt. Basgan

A încetat din viață la București pe 15 decembrie 1980.

## Descoperiri și invenții

Brevete și studii rămase de la Ion Basgan

Cercetările lui Ion Basgan în domeniul forajului petrolier prin combinarea sonicității cu „efectul Basgan” au început încă din 1932. Primele brevete n-au întârziat să apară. Dintre cele mai importante sunt de aminitit: „Metodă pentru îmbunătățirea randamentului și perfecționarea forajului rotativ, prin rotație percutantă și prin amortizarea presiunilor hidromecanice”, brevetată în România (brevet nr. 22789/1934) și mai apoi în SUA; „Rotary Well Drilling Apparatus”, brevetat în SUA (brevet nr. 2103137/1937) și perfecționat mai târziu în România: „Forajul prin ciocan Rotary” (brevet nr. 37743/1945). Aceste invenții au revoluționat în epocă tehnica forajului.
Inițial, aceste invenții au fost folosite în țară. Începând cu anul 1937, ele au fost aplicate și în SUA, de către marile companii petroliere. Pe durata celui de-Al Doilea Război Mondial, invențiile inginerului român au fost sechestrate, fiind deblocate abia în 1965, prin Ordinul 838/ 13.10.1965 al Ministerul Justiției din SUA. Cu toate că au fost întreprinse numeroase demersuri, Ion Basgan nu a reușit să-și recupereze drepturile de autor cuvenite ca urmare a utilizării descoperirilor și invențiilor sale. Acestea au fost evaluate de o comisie de experți germani la cca. 8,4 miliarde de dolari.
În 1967, Basgan a brevetat în Franța, SUA, Portugalia și Emiratele Arabe Unite invenția „Sistem de foraj rotativ și percutant cu frecvențe sonice, limitarea efectului presiunii arhimedice, precum și instalația și aparatura respectivă”, prin care era depășită bariera critică de 8000 m adâncime.
De-a lungul vieții, Ion Basgan a publicat peste 60 de lucrări, constituite din articole, teme dezbătute în conferințe și tratate despre tehnica forajului.

## Invenții
- Metoda pentru îmbunătățirea randamentului și perfecționarea forajului rotativ  prin rotație percutantă și prin amortizarea presiuniilor hidromecanice
- Forajul prin ciocan Rotary
- Sistem de foraj rotativ și percutant cu frecvențe sonice limitarea efectului presiunii arhimedice, precum și instalația și aparatura respectivă